# (2914) Glärnisch
(2914) Glärnisch ist ein Asteroid des Hauptgürtels, der am 19. September 1965 vom Schweizer Astronomen Paul Wild, vom Observatorium Zimmerwald der Universität Bern aus, entdeckt wurde.
Der Asteroid ist nach dem schweizerischen Gebirgsstock Glärnisch benannt. Dessen Höhe über dem Meeresspiegel entspricht der Asteroidennummer.